# Jan Achttienribbe-Buijs
Jansje Wilhelmina (Jan) Achttienribbe-Buijs (Bussum, 6 juli 1943) was een Nederlands politica.
Jan Buijs ging na de lagere school in Naarden naar de Gooise Hogere Burgerschool in Bussum en volgde daarna praktijkopleidingen op medisch gebied. Ze werkte van 1962 tot 1967 in de zorg. In 1976 werd Achttienribbe gekozen in de agglomeratieraad Eindhoven (ze bleef lid tot 1985) waar ze ook PvdA-fractievoorzitter was en van 1987 tot 1989 was ze lid van de Provinciale Staten van Noord-Brabant.
Achttienribbe was bestuurlijk actief binnen de partij, en werd in 1989 gekozen in de Tweede Kamer der Staten-Generaal. Ze was woordvoerster geestelijke gezondheidszorg en bij de behandeling van het wetsvoorstel Wet Gemeentelijke Basisadministratie en hield zich verder onder meer bezig met ouderenbeleid, emancipatie, rampenbestrijding en het midden- en kleinbedrijf. Op haar initiatief reisde in 1993 een delegatie uit de vaste commissie voor Emancipatiezaken naar Zagreb voor een conferentie over systematische verkrachtingen en etnische zuiveringen in voormalig Joegoslavië. Hierna werd door Nederland hulp en geld beschikbaar gesteld aan vrouwen die daarvan slachtoffer waren geworden.
In 1992 behoorde ze tot de minderheid van haar fractie die tegen het wetsvoorstel inzake uitvoering van het Verdrag van Schengen stemde
Ze bracht in 1993 met zeven collega's van andere fracties een initiatiefwet tot stand met betrekking tot accountants. Deze Accountantswet geeft uitvoering aan een Europese richtlijn over de harmonisatie van het vennootschapsrecht en roept een overlegorgaan in het leven van registeraccountants en AA-accountants dat voor afstemming van beroeps- en gedragsregels tussen beide beroepsgroepen moet zorgen. Het voorstel had oorspronkelijk de CDA'er Schartman als eerste ondertekenaar.
Ze organiseerde als Kamerlid twee conferenties, te weten: "GGZ, panacée of paardemiddel", en "Ouder worden in Nederland", bedoeld voor gemeenteraads- en Statenleden die het minderhedenbeleid in portefeuille hadden.
Nadat Achttienribbe de politiek in 1994 vaarwel had gezegd bleef ze, net als daarvoor, wel bestuurlijk actief bij diverse stichtingen, vooral met een focus op de zorg. Zo was ze voorzitter van Sting en een vereniging van beschermende woonvormen en bestuurder bij Stichting GGZ Nederland en Vluchtelingen organisaties Nederland.
- Parlement.com: vg09llqk24zy